# Oolininae
Oolininae es una subfamilia de foraminíferos bentónicos de la Familia Ellipsolagenidae, de la Superfamilia Polymorphinoidea, del Suborden Lagenina y del Orden Lagenida. Su rango cronoestratigráfico abarca desde el Jurásico hasta la Actualidad.

## Discusión
Clasificaciones previas incluían Oolininae en la Superfamilia Nodosarioidea.

## Clasificación
Oolininae incluye a los siguientes géneros:
- Anturina
- Buchnerina
- Cushmanina
- Exsculptina
- Favulina
- Galwayella
- Heteromorphina
- Homalohedra
- Laculatina
- Lagnea
- Oolina
- Pristinosceptrella
- Vasicostella

Otros géneros considerados en Oolininae son:
- Cenchridium, aceptado como Oolina
- Elliptina, aceptado como Cenchridium
- Entolagena, considerado sinónimo posterior de Oolina
- Entosolenia, aceptado como Oolina
- Ovulina, aceptado como Oolina
- Tortaguttus
- Trigonulina, aceptado como Galwayella